# 아야 소피아 (테살로니키)

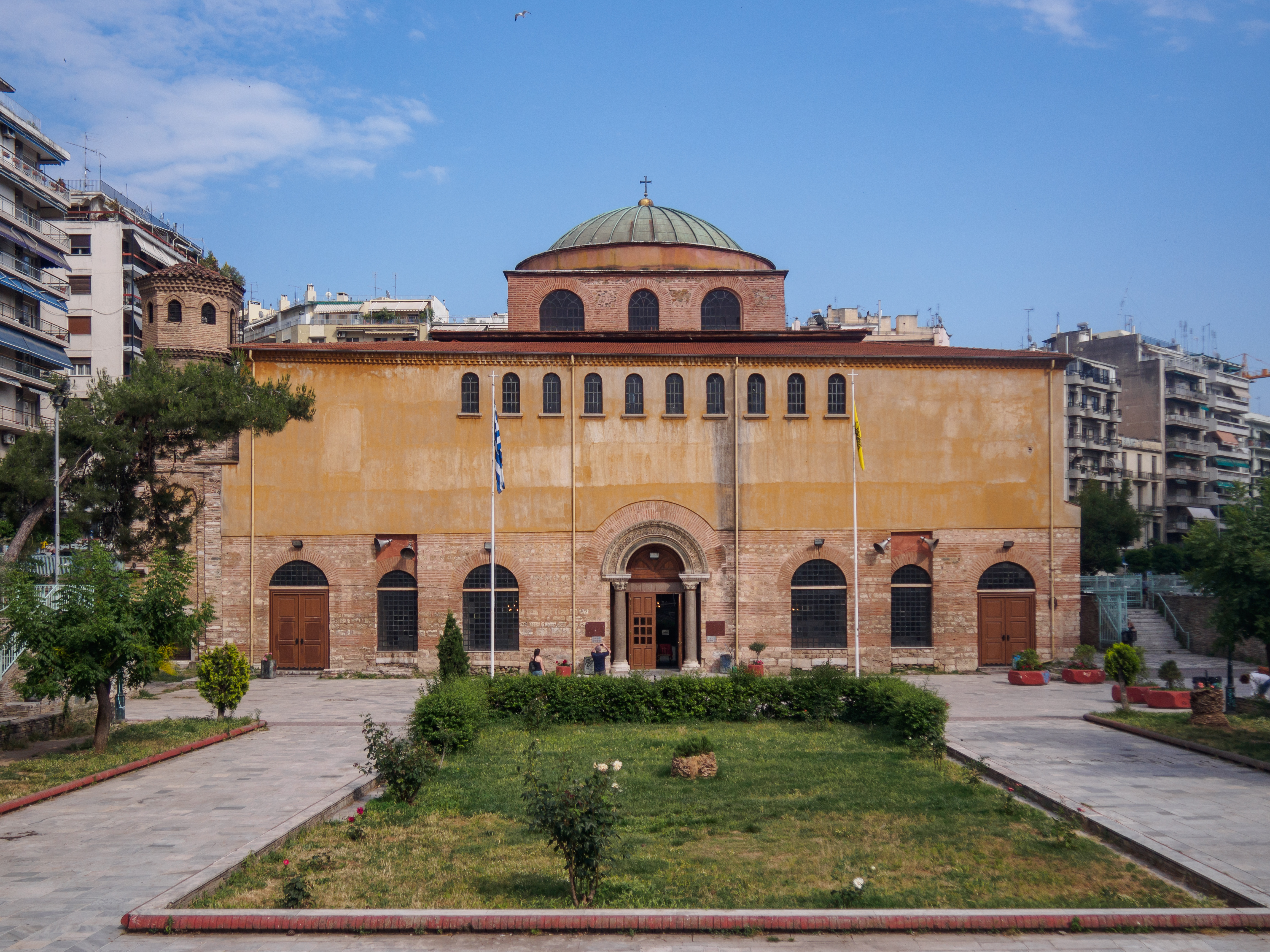

아야 소피아(그리스어: Αγία Σοφία 고대: 하기아 소피아, 현대: 아야 소피아[*], 성스러운 지혜)는 그리스 테살로니키에 있으며, 지금까지 남아있는 가장 오래된 크리스트교 사원 중 하나이다. 이것을 포함한 테살로니키의 여러 건물들은 유네스코 세계문화유산이다.

## 역사
3세기 이래, 지금의 아야 소피아 자리에는 교회가 있어 왔다. 8세기, 콘스탄티노플(오늘날의 터키 이스탄불)의 아야 소피아를 본뜬 지금의 건물이 세워졌다. 1205년, 제4차 십자군이 도시를 점령하면서, 1246년 동로마 제국이 도시를 수복할 때까지 가톨릭 성당으로 개조되었다. 1430년 3월 29일 오스만 제국의 술탄 무라드 2세가 테살로니키를 점령하자, 모스크로 개조되었다. 1912년 그리스군이 테살로니키를 해방시키면서 다시 정교회 성당으로 돌아왔다.
내부의 장식은 1917년의 테살로니키 대화재 이후 회반죽이 발려졌다. 돔은 1980년에서야 복구가 완성되었다.

## 화보

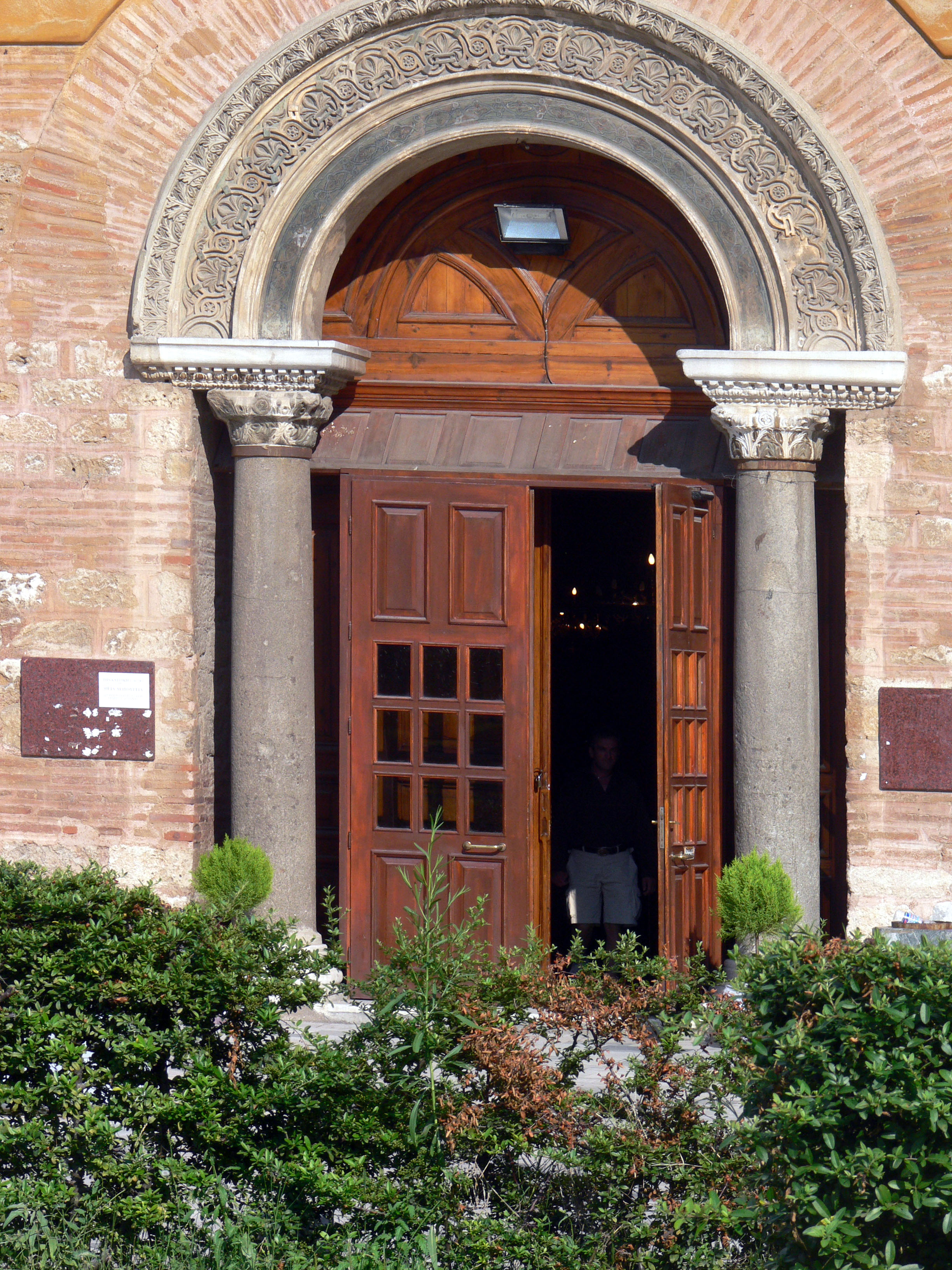
입구
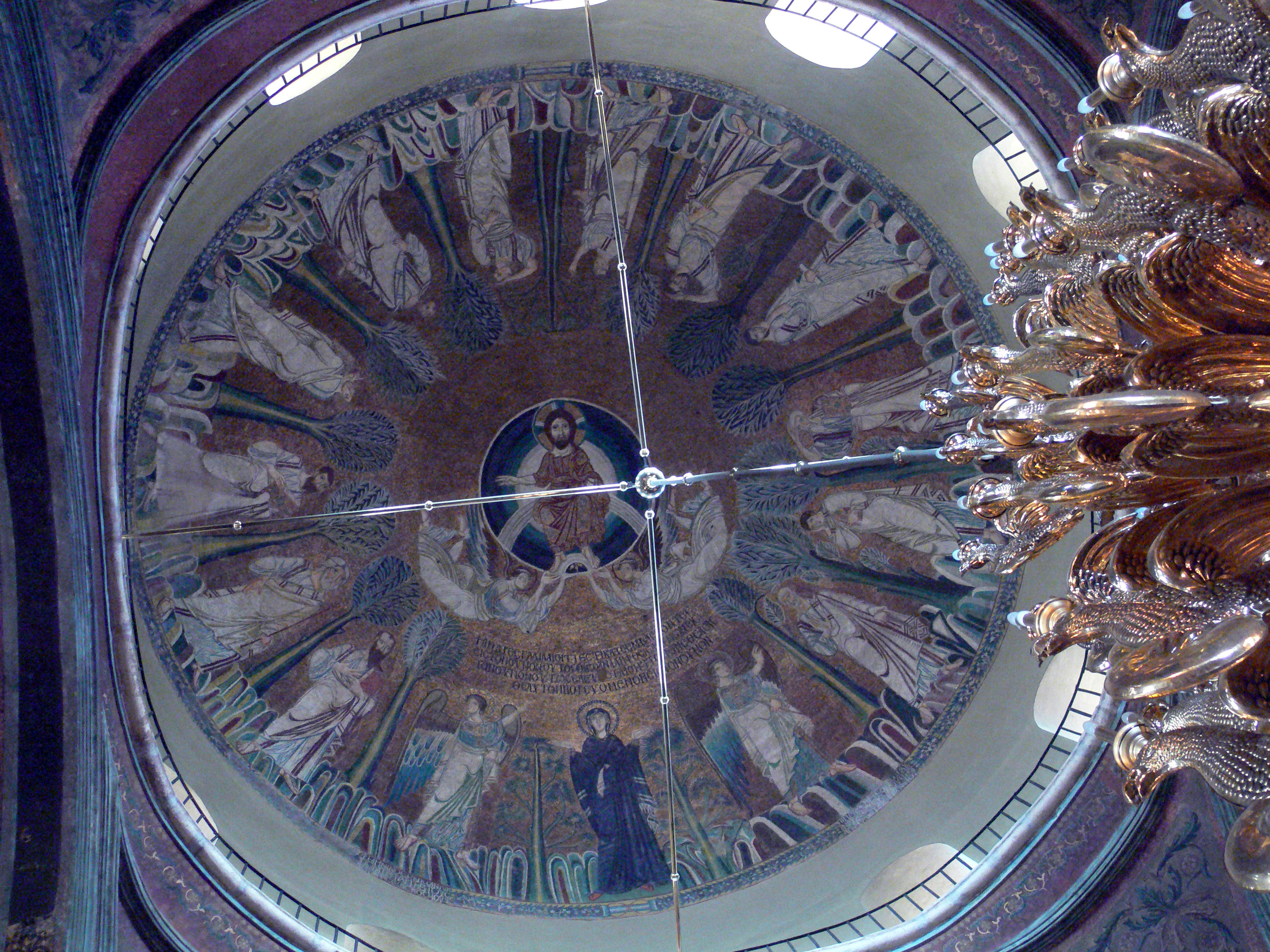
인상적인 모자이크가 있는 돔 (9세기경)
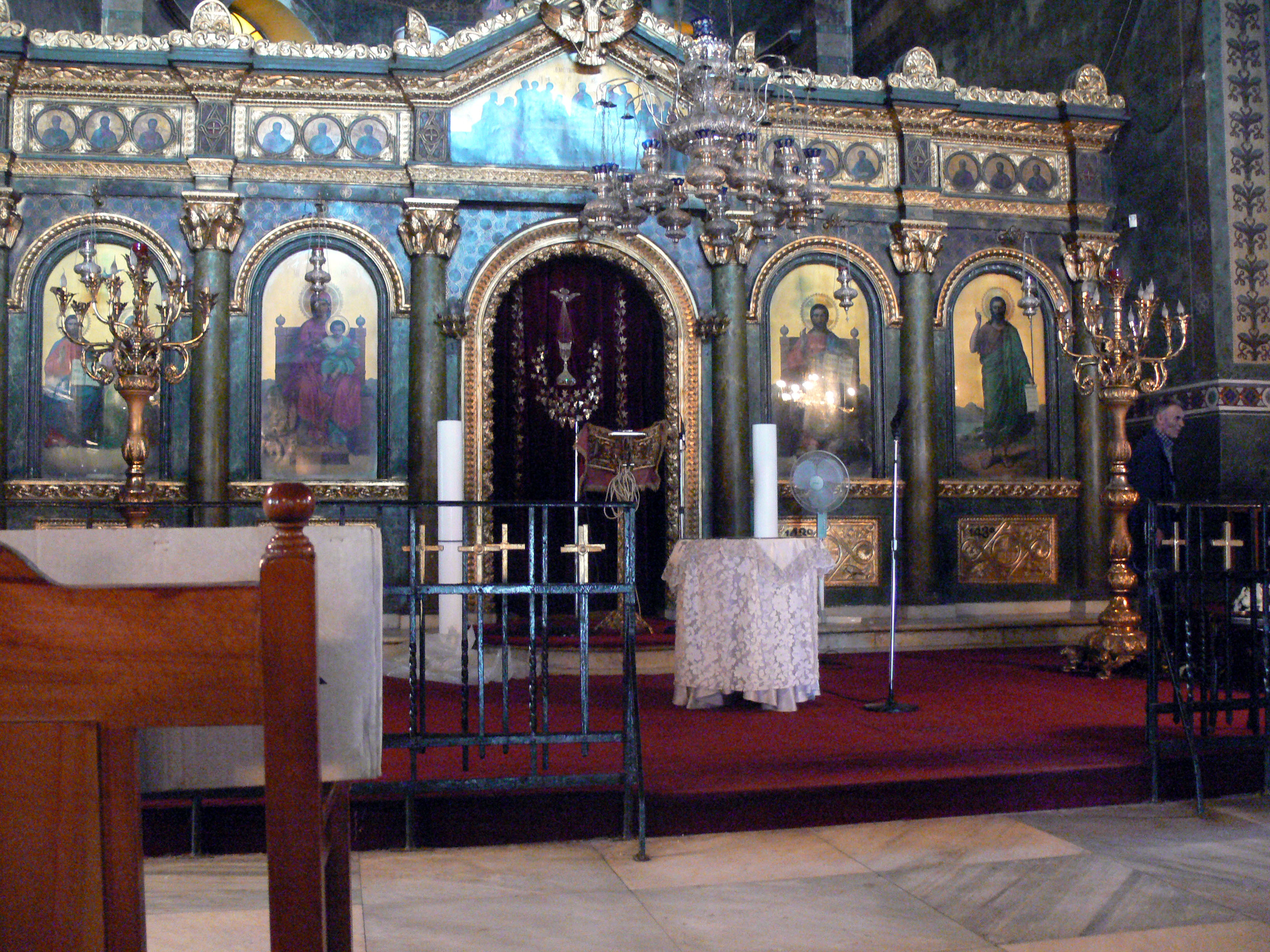
인테리어
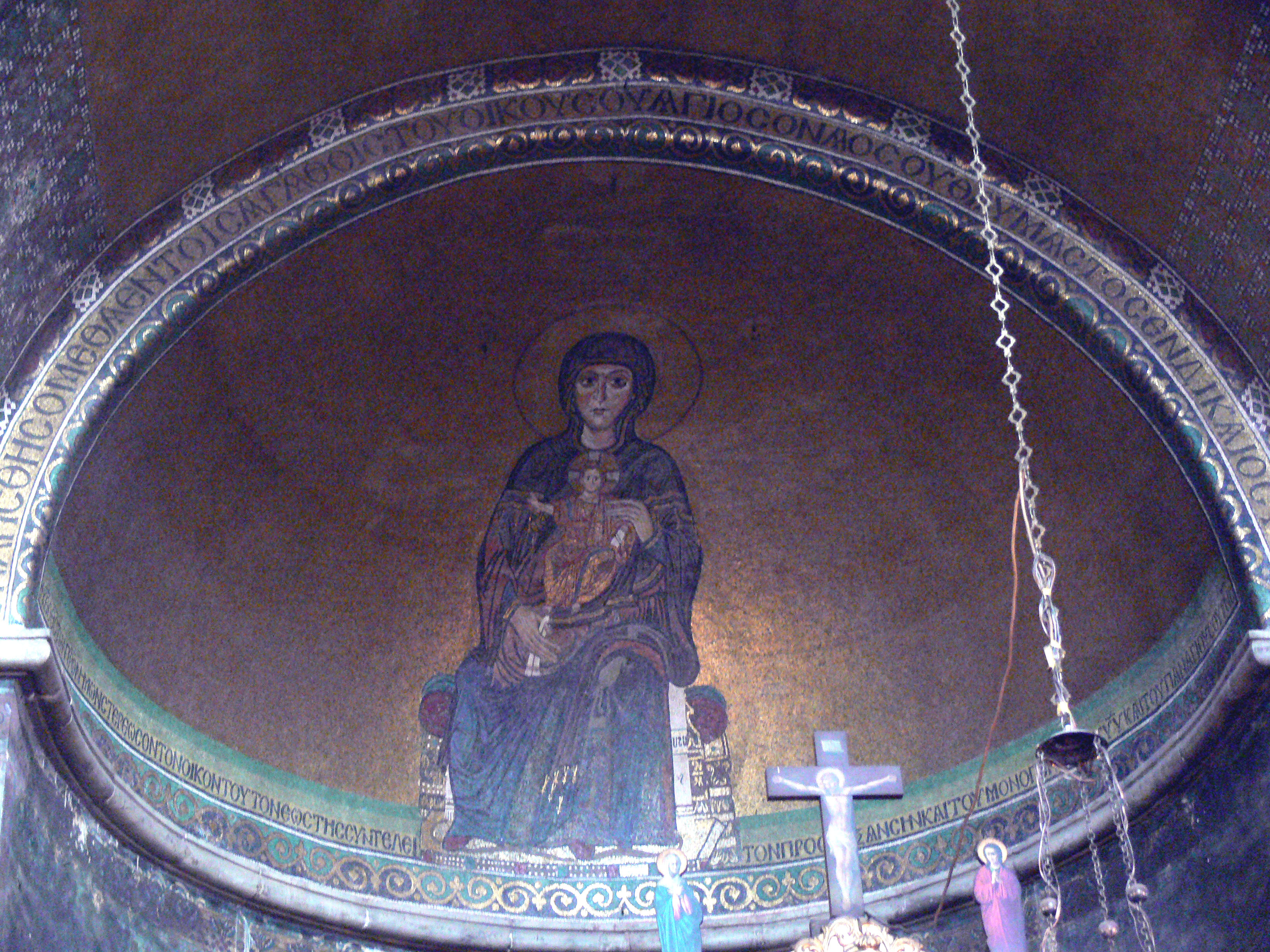
아치의 모자이크 (11세기경)
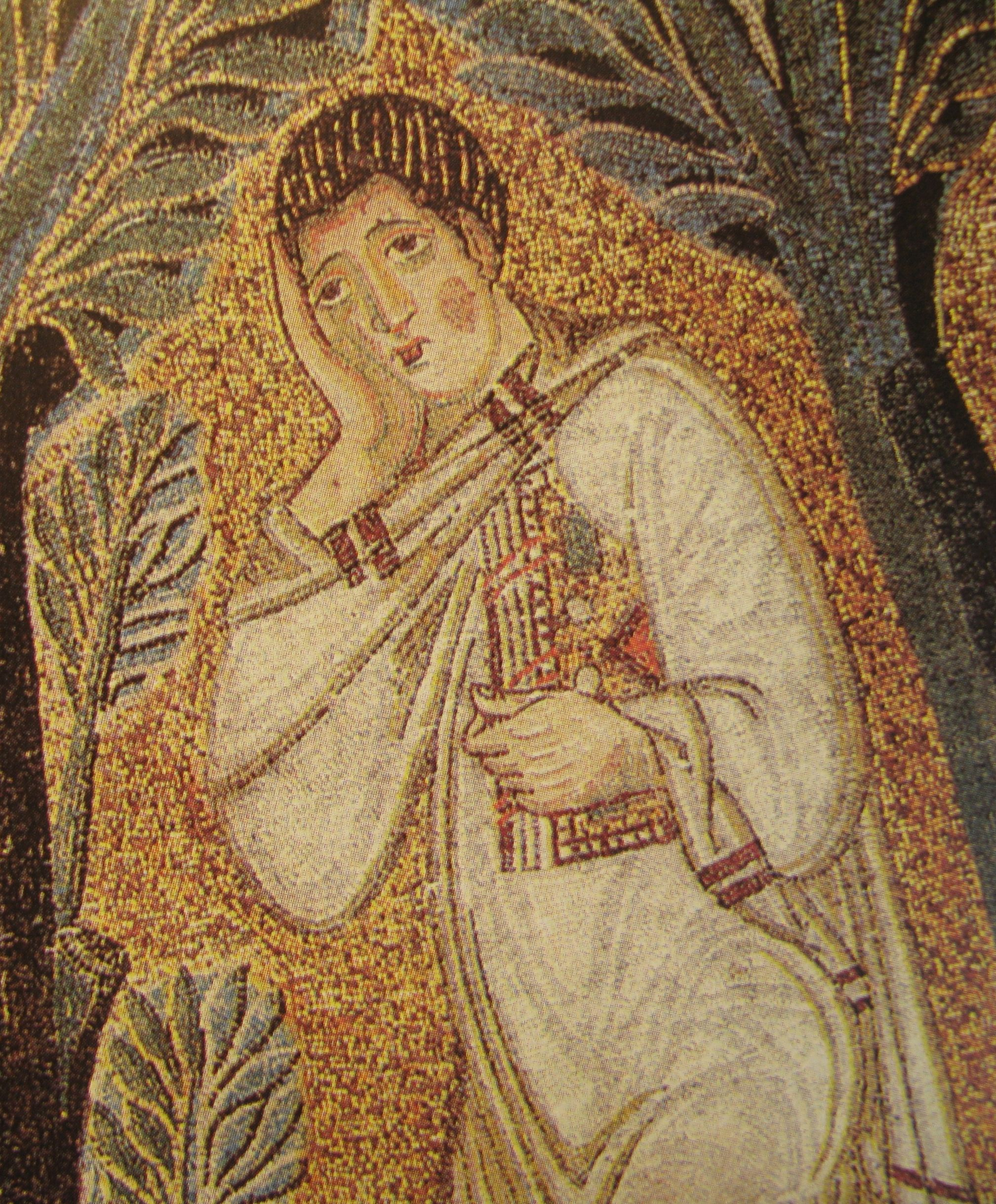
Mosaic of the church
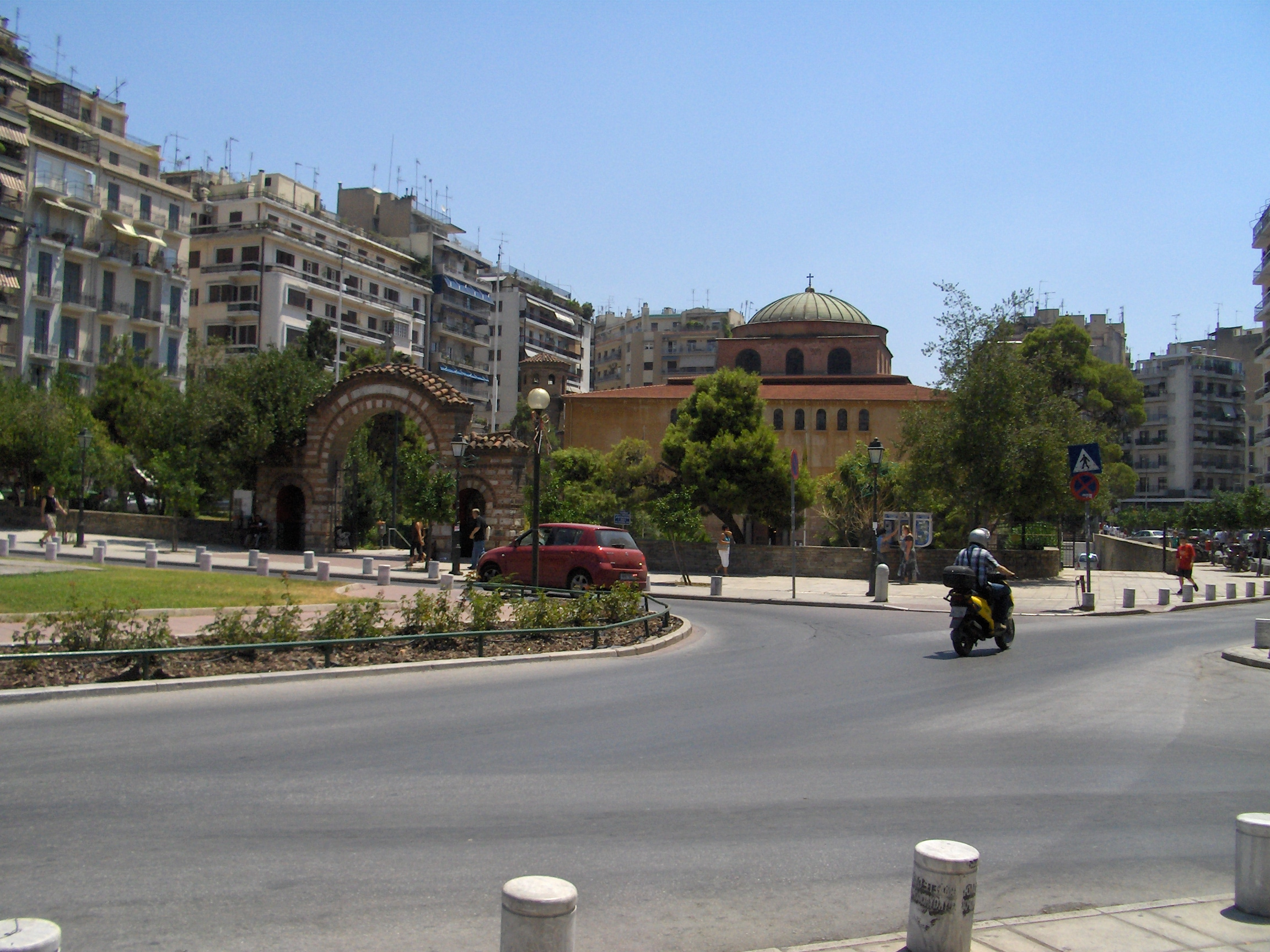
아야스 소피아스 광장에서 본 모습
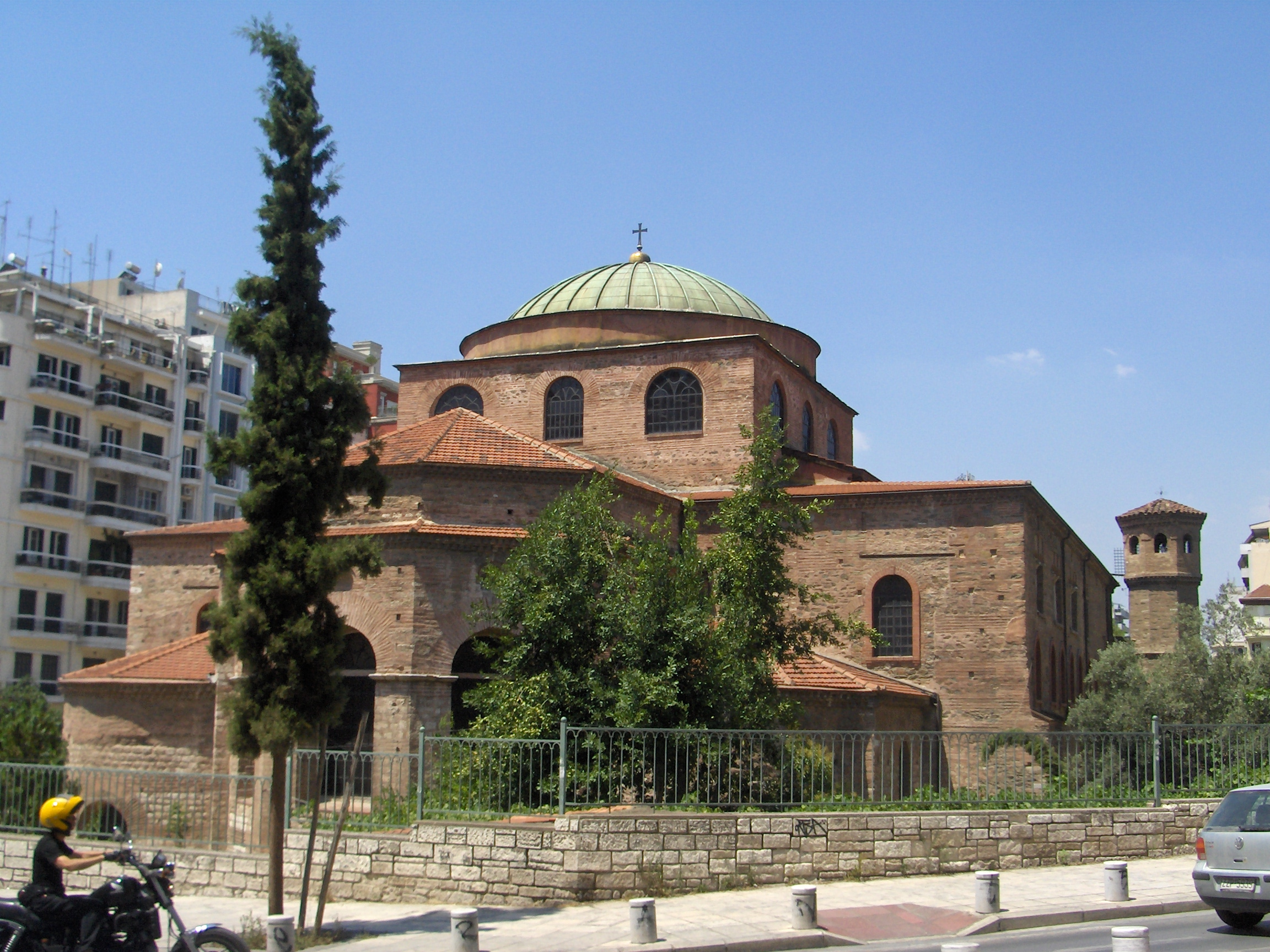
후면에서 몬 모습
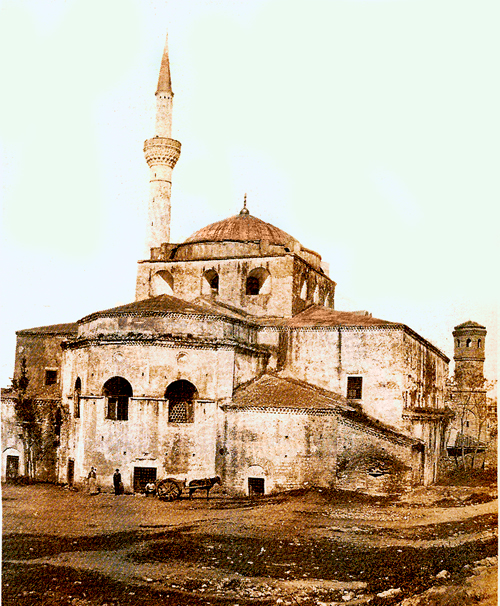
오스만 제국시대, 모스크였을 때 (1890년 이전)

## 서지사항
- Krautheimer, Richard (1986). 《Architettura paleocristiana e bizantina》 (이탈리아어). Einaudi, Turin.